# シェリダン郡 (カンザス州)
シャリダン郡 (Sheridan County、標準省略：SD) は、アメリカ合衆国カンザス州に位置する郡である。2000年現在、人口は2,813人である。ここの郡庁所在地はHoxieである。この郡はフィリップ・シェリダンの名を取って命名された。この郡は酒類が禁じられた禁酒郡である。

## 地理
アメリカ合衆国統計局によると、この郡は総人口2,322 km2 (897 mi2) である。このうち2,322 km2 (896 mi2) が陸地で1 km2 (0 mi2) が水域である。総面積の0.03%が水域となっている。

### 隣接する郡
- ディケーター郡 (北)
- ノートン郡 (北東)
- グラハム郡 (東)
- ゴーヴ郡 (南)
- トーマス郡 (西)

## 人口動勢
2000年現在の国勢調査で、この都市は人口2,813人、1,124世帯、及び795家族が暮らしている。人口密度は1/km2 (3/mi2) である。1/km2 (1/mi2) の平均的な密度に1,263軒の住宅が建っている。この都市の人種的な構成は白人98.65%、アフリカン・アメリカン0.14%、先住民0.07%、アジア0.07%、太平洋諸島系0.14%、その他の人種0.36%、及び混血0.57%である。ここの人口の1.46%はヒスパニックまたはラテン系である。
この郡内の住民は26.30%が18歳未満の未成年、18歳以上24歳以下が5.80%、25歳以上44歳以下が23.70%、45歳以上64歳以下が23.90%、及び65歳以上が20.30%にわたっている。中央値年齢は42歳である。女性100人ごとに対して男性は100.10人である。18歳以上の女性100人ごとに対して男性は95.80人である。
この郡内の世帯ごとの平均的な収入は33,547米ドルであり、家族ごとの平均的な収入は38,292米ドルである。男性は26,351米ドルに対して女性は16,250米ドルの平均的な収入がある。この郡の一人当たりの収入 (per capita income) は16,299米ドルである。人口の15.70%及び家族の12.00%は貧困線以下である。全人口のうち18歳未満の27.30%及び65歳以上の5.50%は貧困線以下の生活を送っている。

## 都市及び町
- Hoxie
- Selden

## 郡区
シャリダン郡は14の郡区に分かれている。この郡内部の都市は governmentally independent と見なされておらず、郡区向けのすべての外観はそれらの都市に含まれている。以下の表内の人口中心は、もしかなりの数ならば、郡区の人口総計を含む最大都市である。

## 教育

### 統一された学校区
- Hoxie 統一教育学区412号